# Steesow
Steesow är en ortsteil i staden Grabow i Landkreis Ludwigslust-Parchim i förbundslandet Mecklenburg-Vorpommern i Tyskland. Steesow var en kommun fram till 1 januari 2016 när den uppgick i Grabow. Kommunen Steesow hade 197 invånare 2015.